# Gojjam
Gojjam (Amhárico: ጎጃም Gōjjām o Irǧǧsoy, originalmente ጐዛም gʷazzam, g ጐዣም posteriormente ʷažžām, ጎዣም gōžžām) fue un reino situado en la zona noroccidental de Etiopía, con capital en Debre Marqos. Esta región es distintiva por situarse íntegramente en la curva que traza el río Abbay a su salida del lago Tana hacia Sudán. Los gojjamis creen ser el pueblo original que menciona la Biblia, ya que el río Guihon/Gihon (Nilo, o Níger) rodea la tierra de Cush extendiéndose hacia el antiguo reino de Meroe. A la caída de Meroe en manos del rey aksumita Ezana (siglo IV d. C.), Gojjam (Guihon) se convirtió en reino y se unió más tarde a Etiopía manteniendo su propia monarquía hasta la llegada de Menelik II de Shewa a finales del siglo XIX, que lo redujo a provincia.
El nombre Gojjam fue dado a sus habitantes debido a su resistencia a aceptar la doctrina de la iglesia alejandriana, manteniendo su propia versión del antiguo testamento y respetando libros como "Teezaze Senbet", el Libro de la muerte de Moisés, el Libro de Enoch y los Salmos en su versión Geez/Etíope.
La frontera occidental más antigua de Gojjam se extendía hasta el antiguo Meroe en Sudán. Hacia 1700, los vecinos occidentales de Gojjam eran Agawmeder en el suroeste y Qwara en el noroeste. Agawmeder, que nunca fue una entidad política organizada, fue gradualmente absorbido por Gojjam hasta alcanzar el oeste del Sultanato de Gubba; Juan Maria Schuver anotó en sus viajes a Agawmeder (septiembre 1882) que en los tres meses anteriores "los Abisinios avanzaron considerablemente sus fronteras hacia el oeste, incorporando lo que quedaba de las regiones independientes." Gubba reconoció su dependencia del Emperador Menelik II en 1898, pero en 1942 fue anexionado a Gojjam. La isla Dek en el lago Tana fue administrativamente parte de Gojjam hasta 1987.

## Historia
La historia antigua de Gojjam se asocia mayoritariamente con la religión. Durante la era precristiana Mertule Mariam y Gish Abay -en el este y centro de Gojjam respectivamente- fueron lugares de culto. Junto con Tana Qirqos en el Lago Tana, el Axum Tsion en Tigray, y Tadbaba Maryam en Wolo, Mertule Mariam era un lugar donde se sacrificaban animales. Gish Abay era también considerado un lugar sagrado al ser la fuente del río Abay, también llamado Felege Ghion en Geez. Se cree que Ghion era el nombre Bíblico del río Abay Río que se menciona en el Libro de Genesis como uno de los cuatro ríos que fluyó fuera del Eden y acompaña la tierra de Etiopía. Considerando su ubicación dentro de la curva del Abay, la provincia de Gojjam es también conocida como, especialmente por la comunidad eclesiástica, Ghion o Felege Ghion.
La primera iglesia en Gojjam fue construida en Mertule Mariam, que se convertiría en la segunda iglesia en Etiopía, después de Axum Tsion, y por ello la segunda más importante. La tradición cuenta que el cristianismo se extendió entonces desde Tana Qirqos, Gish Abay y Mertule Mariam a diferentes parte de la provincia. Gojjam se convirtió en el lugar de las mejores escuelas litúrgicas de Etiopía. Otras escuelas dignas de mencionar incluyen Washera Mariam, Dima Giorgis, Debre Elias, Debre Werq, Amanuel, Tsilalo, y Gonji. Se atribuye generalmente a estas escuelas el desarrolló un género sofisticado de expresión llamado Sem'na Worq ("Cera y Oro") distintivo de Etiopía.
La más antigua mención a Gojjam data del periodo medieval, en una nota en un manuscrito de las campañas de Amda Seyon y en el Damot en 1309 EC (AD 1316/7), durante cuya época fue incorporado a Etiopía. Se menciona también en el Egyptus Novello mapa, (c. 1451), donde está descrito como reino (aunque en aquel momento había estado sometido al Emperador de Etiopía por largo tiempo). El emperador Lebna Dengel, en su carta al Rey de Portugal (1526), también describe a Gojjam como reino pero formando parte de su imperio.
Ya en la época de la Emperatriz Eleni, Gojjam proporcionó ingresos a la Emperatriz hasta el Zemene Mesafint ("Era de los Jueces"), cuándo la autoridad central era débil y Fasil de Damot se apropió de la recaudación Gojjam se convirtió en centro de poder de una serie de Señores de la Guerra al menos hasta Ras Hailu Tekle Haymanot, que fue depuesto en 1932.
Durante la ocupación italiana, Gojjam se convirtió en el hogar de bandas armadas que resistían a los invasores italianos, entre cuyos líderes se contaban Belay Zelleke, Mengesha Jemberie, Negash Bezabih y Hailu Belew. Estos luchadores de resistencia, conocidos como arbegnoch (o "Patriotas"), limitaron la presencia italiana a sólo las zonas inmediatamente situadas en torno a ciudades fuertemente fortificadas como Debre Markos. Belay Zelleke fue incluso capaz de liberar completamente y organizar gobiernos civiles en la parte oriental de Gojjam y algunas woredas adyacentes en South Wollo y North Shoa. Como los italianos eran incapaces de poner Gojjam bajo su control, la provincia fue finalmente elegida por el Emperador Haile Selassie como el modo más seguro de regresar a Etiopía. Durante su regreso, contó con el apoyo combinado del ejército británico, los Patriotas Gojjamie, y otros etíopes exiliados por miedo a la persecución italiana. Durante el reinado de Emperador Haile Selassie, sin embargo, los habitantes de Gojjam se rebelaron varias veces por el mal trato dado a los patriotas y el aumento de impuestos, la última en 1968—al mismo tiempo que la Revuelta Bale. A diferencia de Bale, el gobierno central no utilizó una solución militar para acabar con la revuelta, prefiriendo sustituir a los gobernadores y deteniendo la recaudación de nuevos impuestos.
Con la adopción de una constitución nueva en 1995, Gojjam fue dividido, con la parte más occidental formando parte de la Zona Metekel de Benishangul-Gumuz, y el convirtiendo al resto en Agew Awi, las zonas Mirab Gojjam y el Misraq Gojjam de la Región de Amhara.

## Awrajas
La provincia estaba dividida en 7 awrajas (distritos).
- Agew Midir
- Bahir Dar
- Bichena
- Debre Marqos
- Kola Dega Damot
- Metekel
- Mota